# هانس کریستین هانسن
هانس کریستین هانسن (انگلیسی: H. C. Hansen) یک سیاست‌مدار اهل دانمارک بود.